# Cirolana (Anopsilana) acanthura
Cirolana (Anopsilana) acanthura is een pissebed uit de familie Cirolanidae. De wetenschappelijke naam van de soort is voor het eerst geldig gepubliceerd in 1981 door Notenboom.